# Nicolaaskerk (Zoetermeer)
De Nicolaaskerk is de derde kerk op de huidige locatie aan de Dorpsstraat 24 in het oude centrum van Zoetermeer. Na het gebruik van een schuilkerk aan de Voorweg konden na de Bataafse Republiek hier twee percelen grond worden gekocht en werd de eerste kerk voor de parochie gebouwd. Deze werd in korte tijd zo slecht, dat in 1857 al een compleet nieuwe kerk nodig was. Deze kerk bleek na enige tijd te klein en op 17 maart 1915 werd de eerste steen gelegd voor de huidige. In 1916 werd de kerk gewijd door de bisschop Augustinus Callier van Haarlem. De huidige Nicolaaskerk is een Rijksmonument.
Het is een kruiskerk in een combinatie van de neogotische en neoromaanse stijlen, uitgevoerd in grijsrode baksteen, met transepten en een halfronde apsis. Naast deze apsis zijn twee kleinere halfronde apsissen waarin links, vanaf de hoofdingang bezien, een zijaltaar voor Maria en rechts voor Jozef is gebouwd. De architect was Jan Stuyt uit Amsterdam. Zijn "handelsmerk" is te vinden onder de dakrand van de apsis aan de achterzijde: een zwart-wit geblokt fries. Het interieur, de muurvlakken en pilaren zijn beschilderd, evenals het gewelf, door Frans Loots en Theo van der Lee.
De Nicolaaskerk maakt deel uit van de H. Nicolaasparochie, bestaande uit vijf geloofsgemeenschappen, elk met hun eigen kerkgebouw, maar samen een parochie.
De Nicolaaskerk en het vicariaat hiervan hebben diverse koren, deze zijn momenteel:
- Middenkoor Incanto

De vaste dirigent hiervan is Willien van Wieringen.
- Gemengd koor St. Ceacilia

Aan de achterzijde van de kerk ligt nog een klein oud maar in 2018 geheel gerenoveerd kerkhof, waar tot in de huidige tijd nog Zoetermeerders worden begraven.

## Foto's

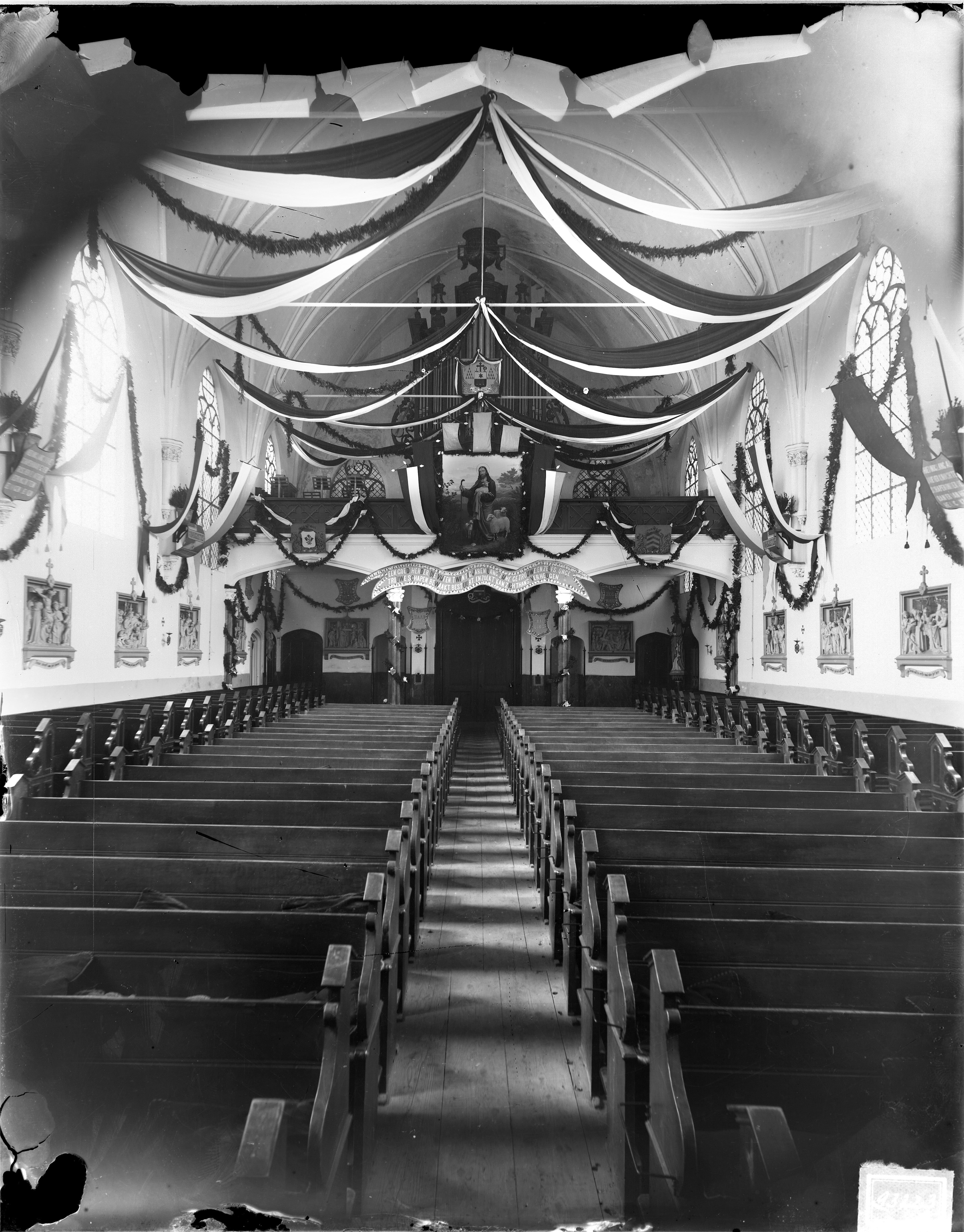
Interieur uit 1896
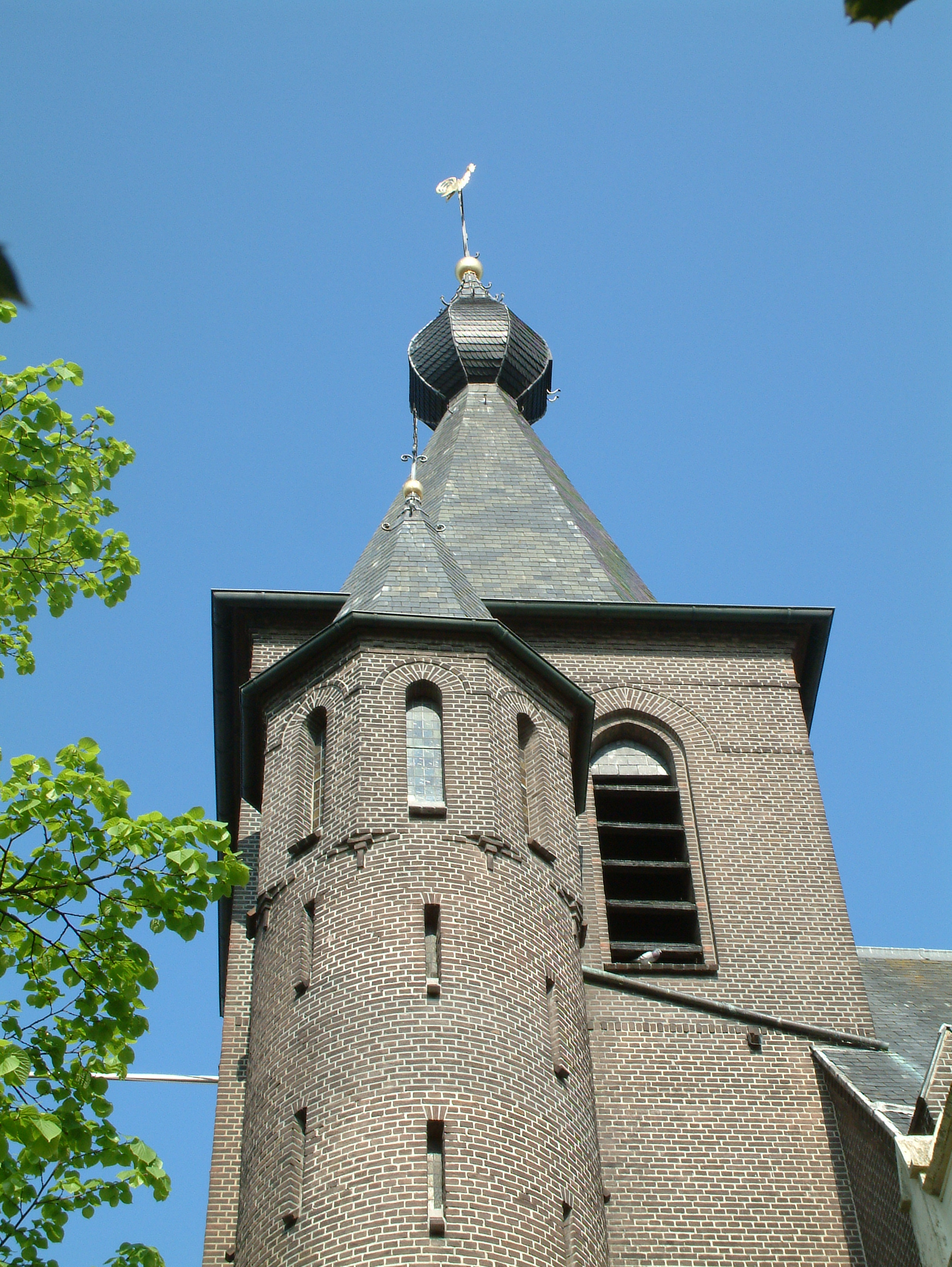
De toren
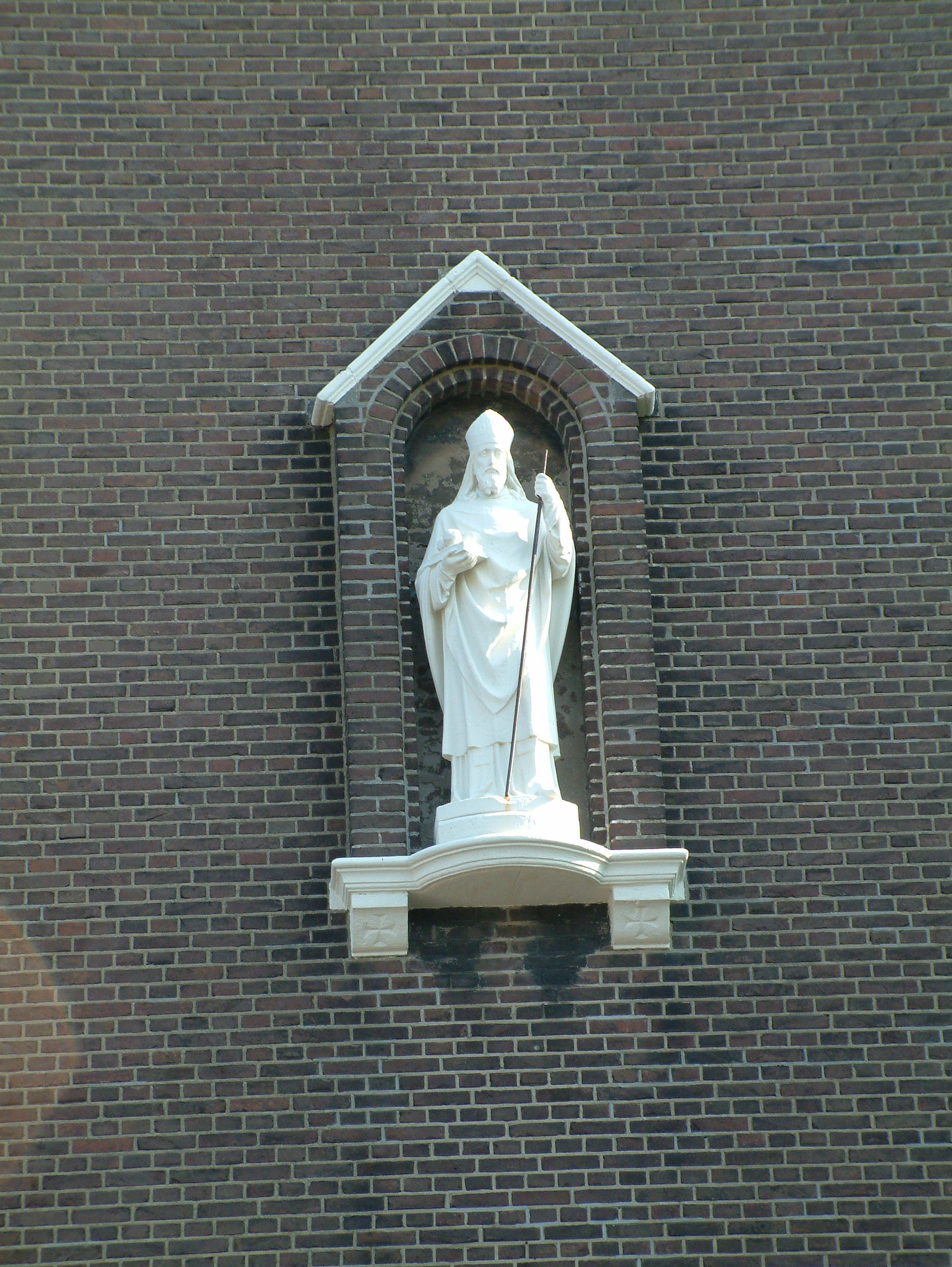
H. Nicolaas boven de hoofdingang in de toren
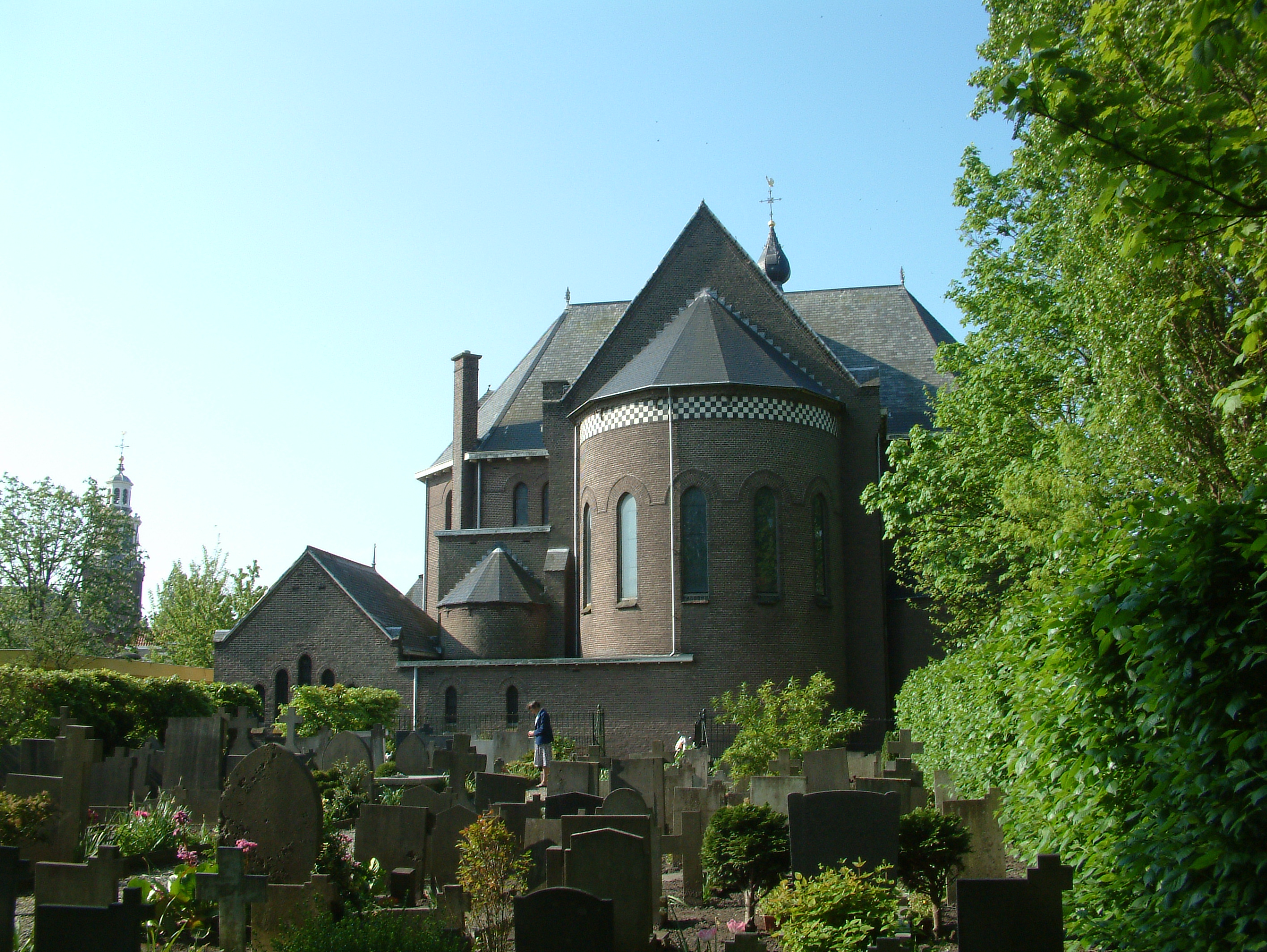
Vanaf het kerkhof aan de achterkant
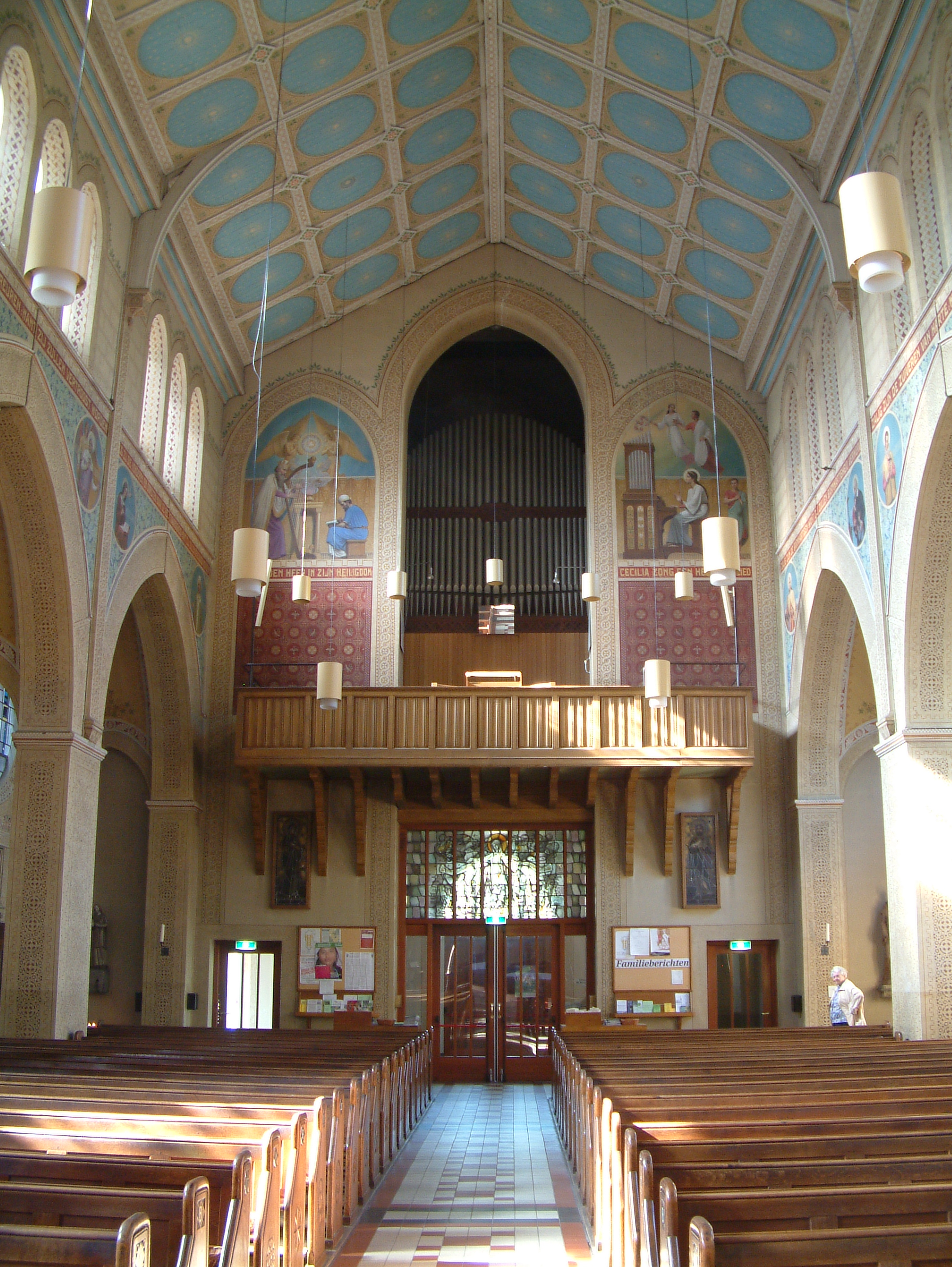
Het orgel
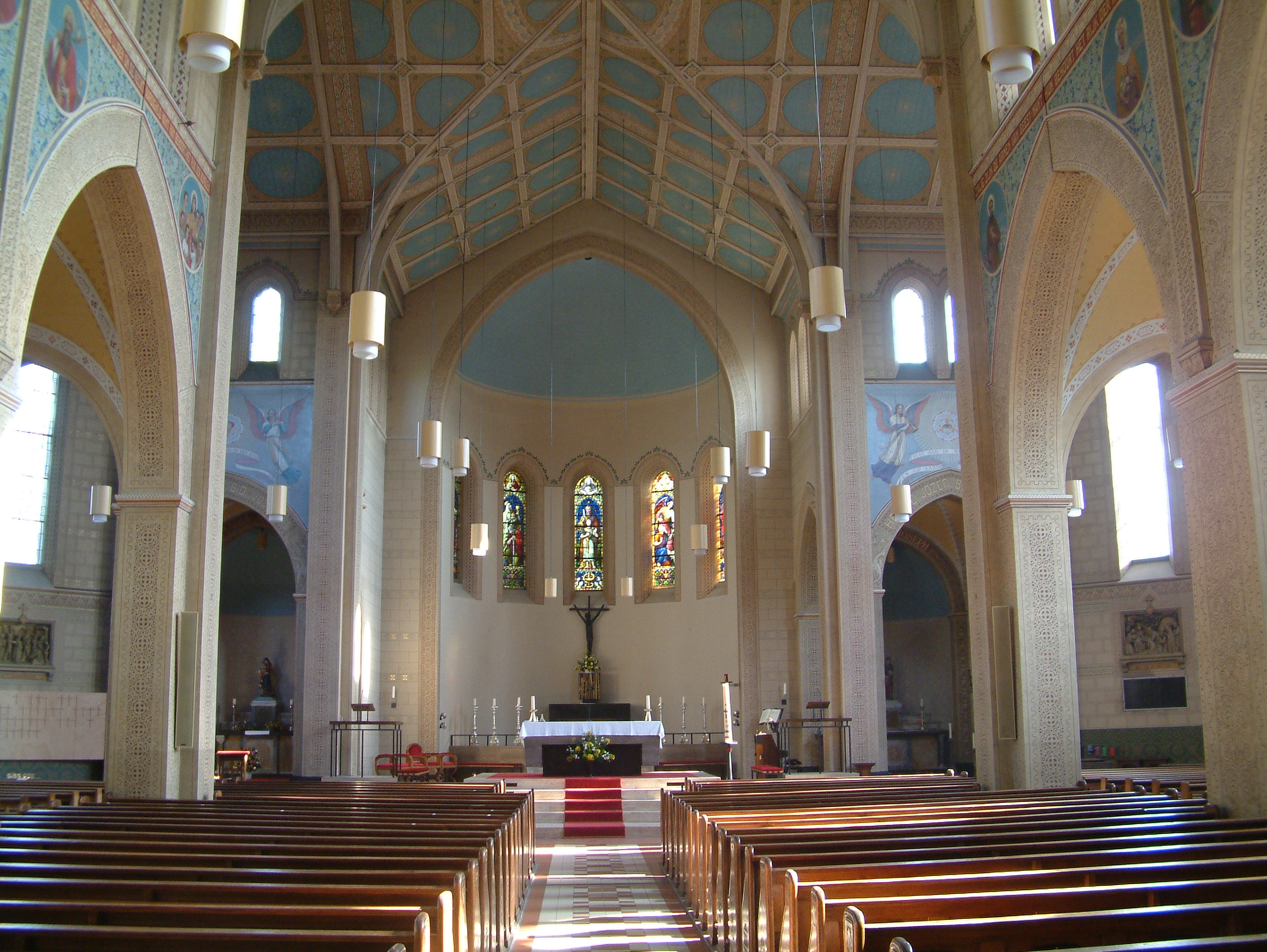
Het koor
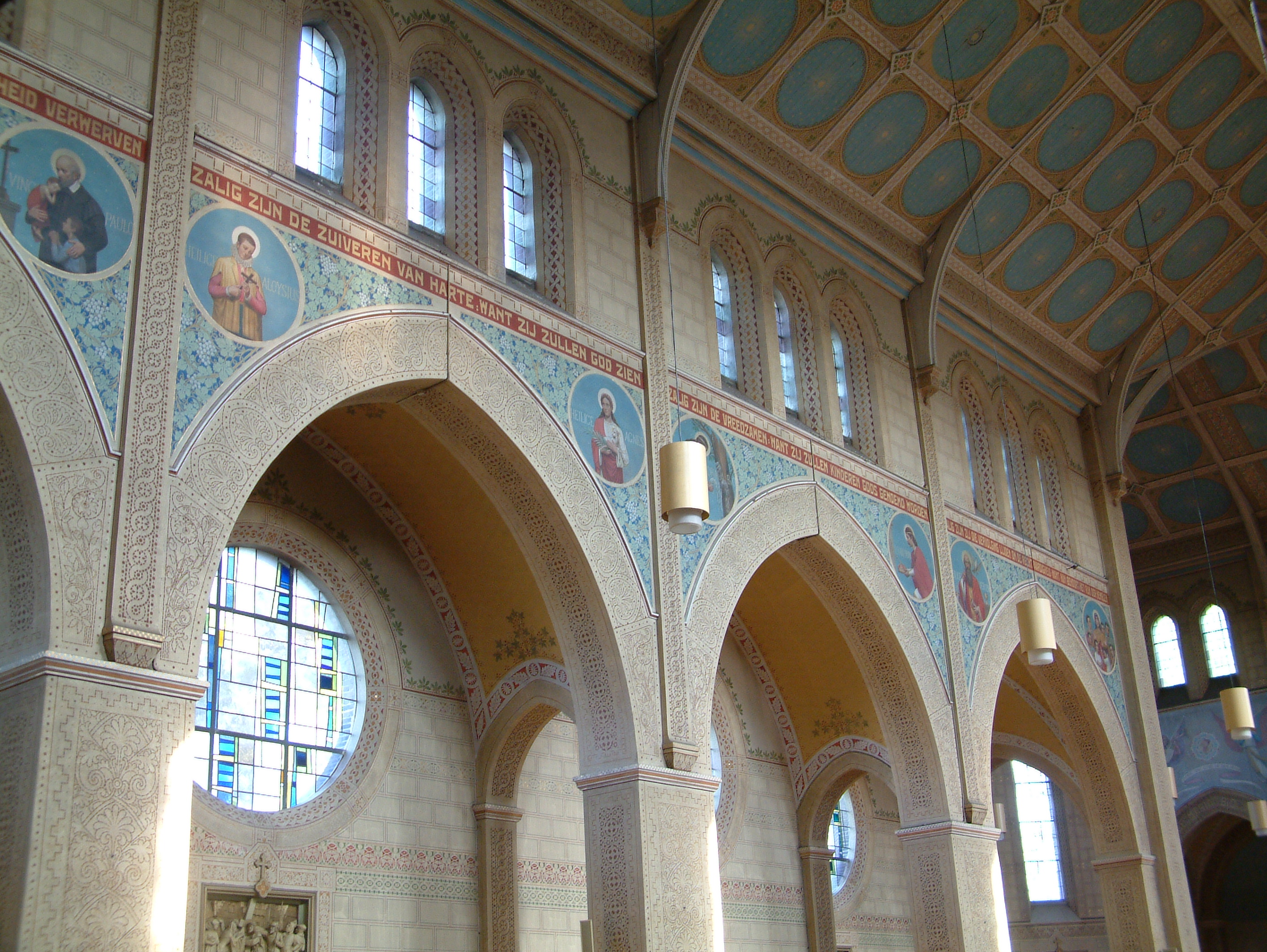
Interieur
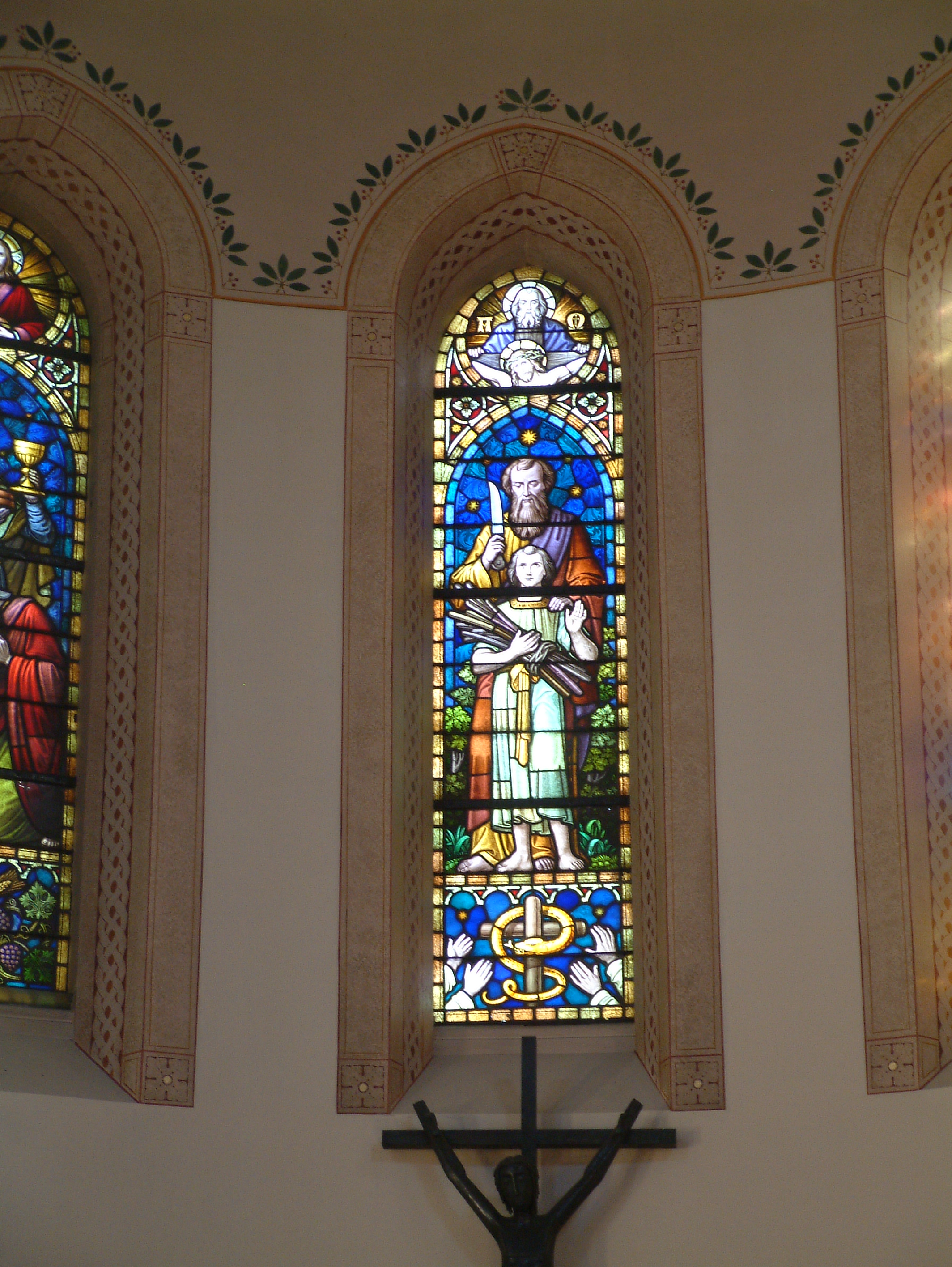
Een van de gebrandschilderde ramen
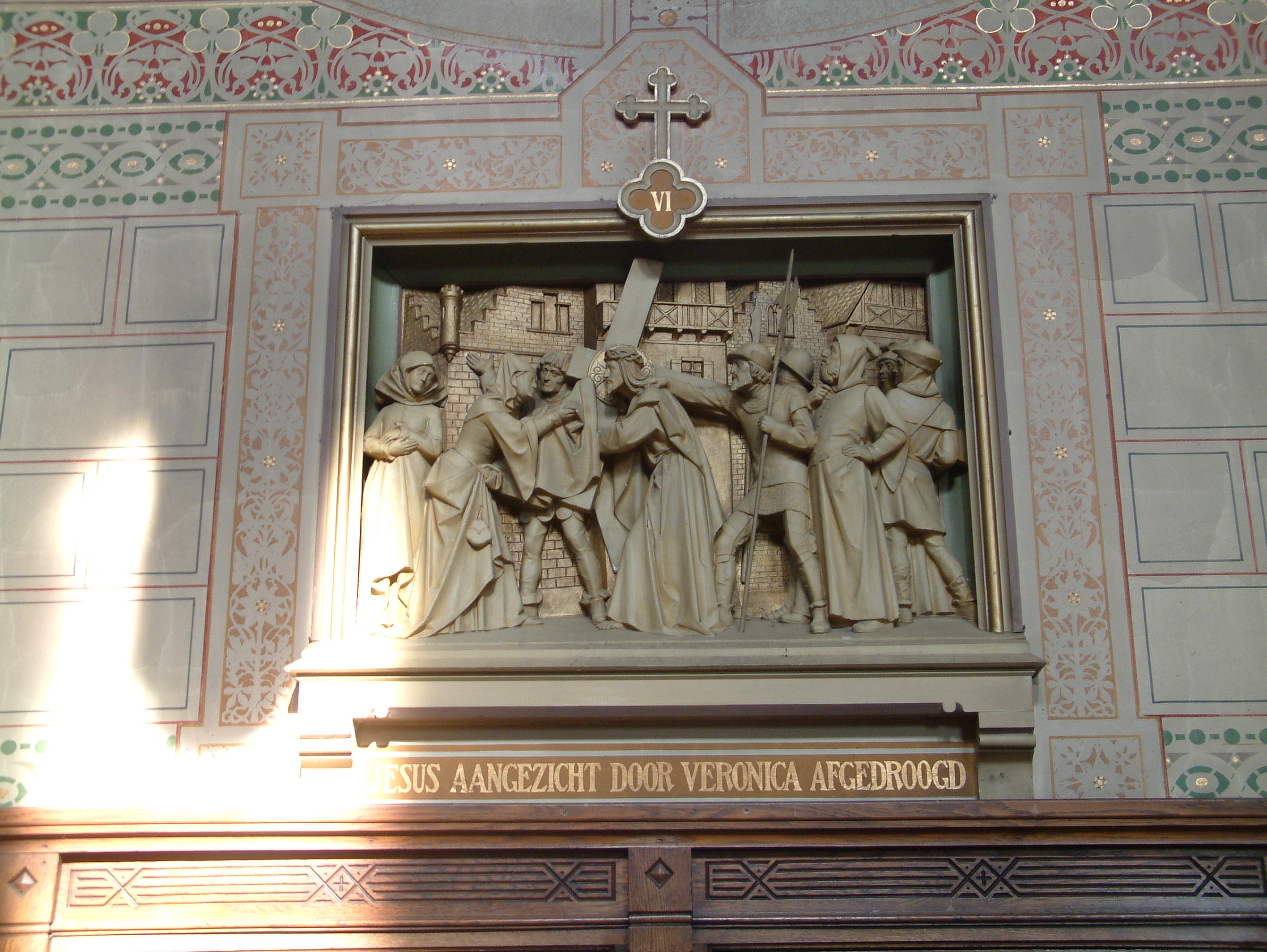
Een van de panelen